# Banjo, le chat malicieux
 (juillet 2020).
Si vous disposez d'ouvrages ou d'articles de référence ou si vous connaissez des sites web de qualité traitant du thème abordé ici, merci de compléter l'article en donnant les références utiles à sa vérifiabilité et en les liant à la section « Notes et références ».
Pour plus de détails, voir Fiche technique et Distribution.
Banjo, le chat malicieux (Banjo the Woodpile Cat) est un court métrage d'animation américain réalisé par Don Bluth et sorti en 1979. Il suit l'histoire de Banjo, un chaton trop curieux et rebelle qui, après avoir eu des ennuis, s'enfuit de la ferme de ses propriétaires à Payson, dans l'Utah, et rejoint Salt Lake City à bord d'un camion.
Produit avec un budget limité et créé dans le garage de Bluth, le film a pris quatre ans à faire et c'était la première production de Don Bluth Productions, plus tard Sullivan Bluth Studios. Il a été projeté en salle en 1979 et au Festival du film américain un an plus tard. Il est sorti en DVD par 20th Century Fox Home Entertainment en 2014.

## Synopsis
Dans un tas de bois dans une ferme de Payson, dans l'Utah, un chaton orange turbulent nommé Banjo fait constamment des bêtises, à la consternation de sa famille. Le père de Banjo se prépare à fouetter le chaton et ordonne à Banjo d'aller lui chercher une badine pour appliquer sa punition ; Banjo s'enfuit à la place. Il fait du stop sur un camion d'alimentation à Salt Lake City.
Dans la grande ville, Banjo trouve l'excitation au début, mais bientôt il provoque un énorme accident de la circulation. Il se retire finalement dans les ruelles, nostalgique et affamé. Un autre chat nommé Matou Toqué découvre Banjo et lui propose de l'aider à retrouver le chemin du retour. Pendant leur recherche, Matou Toqué et Banjo viennent dans une boîte de nuit et font appel à d'autres chats, dont un trio de chats chanteurs Cleo, Melina et Zazu. Plus tard dans la nuit, alors qu'ils recherchent le camion qui pourrait le ramener à la ferme, Banjo et Matou Toqué sont poursuivis par une meute de chiens. Le couple s'échappe à peine et se retrouve chez les chats chanteurs pour la nuit.
Le lendemain matin, Banjo se réveille et entend le chauffeur du camion sortir dans la rue. Les chats se réjouissent et se disent au revoir avant que Banjo ne monte dans le camion et retrouve finalement sa famille, qui est heureuse de le voir à la maison.

## Fiche technique
Sauf indication contraire, les informations mentionnées dans cette section peuvent être confirmées par la base de données cinématographiques IMDb,  présente dans la section « Liens externes ».
- Titre original : Banjo the Woodpile Cat
- Titre français : Banjo, le chat malicieux
- Réalisation : Don Bluth
- Production : Don Bluth, Gary Goldman, John Pomeroy
- Scénario : Don Bluth, Toby Bluth
- Musique : Robert F. Brunner
- Sociétés de production : Don Bluth Productions
- Pays d'origine :  États-Unis
- Format : couleurs (Technicolor) - 35 mm - son mono
- Durée : 22 minutes
- Dates de sortie :
  - États-Unis : 16 novembre 1979 (Hollywood) ; 28 mars 1980 (USA Film Festival) ; 1er mai 1982 (sortie nationale)
  - France : 23 juin 1983

## Distribution

### Voix originales
Sauf indication contraire, les informations mentionnées dans cette section peuvent être confirmées par la base de données cinématographiques IMDb,  présente dans la section « Liens externes ».
- Sparky Marcus : Banjo
- Scatman Crothers : Crazy Legs (Matou Toqué)
- Beah Richards : Zazu
- Ken Sansom : le père de Banjo

### Voix françaises
- Catherine Lafond : Banjo
- Pierre Hatet : Matou Toqué
- Claude Rollet : le père de Banjo
- Martine Reigner : la sœur de Banjo
- Georges Aubert : Monsieur Chipman